# هانس آدالبرت اشلتوو
هانس آدالبرت اشلتوو (آلمانی: Hans Adalbert Schlettow; ۱۱ ژوئن ۱۸۸۷ – ۳۰ آوریل ۱۹۴۵) یک هنرپیشه اهل آلمان بود.
از فیلم‌ها یا برنامه‌های تلویزیونی که وی در آن نقش داشته است می‌توان به آسفالت، نیبه‌لونگ‌ها، دکتر مابوزه: قمارباز اشاره کرد.